# Елизабет Албертина фон Анхалт-Десау
Елизабет Албертина фон Анхалт-Десау (на немски: Elisabeth Albertine (Albertina) von Anhalt-Dessau; * 1 май 1665, Кьолн ам Шпрее, Берлин; † 5 октомври 1706, Десау) от род Аскани, е принцеса от Анхалт-Десау, също като Елизабет IV абатиса на манастир Херфорд (1680 – 1686) и чрез женитба херцогиня на Саксония-Вайсенфелс-Барби (1686 – 1706).

## Живот
Тя е четвъртата дъщеря на княз Йохан Георг II фон Анхалт-Десау (1627 – 1693) и съпругата му Хенриета Катарина (1637 – 1708), дъщеря на княз Фредерик Хендрик Орански, щатхалтерът на Нидерландската република.
На 15 години тя е избрана за имперска абатиса на манастир Херфорд. Елизабет Албертина се омъжва на 30 март 1686 г. в Десау за Хайнрих (1657 – 1728), 1. херцог на Саксония-Вайсенфелс-Барби, син на херцог Август фон Саксония-Вайсенфелс и съпругата му Анна Мария фон Мекленбург-Шверин.
Тя умира на 5 октомври 1706 г. на 41 години в Десау и е погребана в новата фамилна гробница в дворец Барби.

## Деца
Елизабет Албертина и Хайнрих фон Саксония-Вайсенфелс-Барби имат децата:
- Йохан Август (1687 – 1688)
- Йохан Август (1689 – 1689)
- мъртвородени синове-близнаци (*/† 1690, Десау)
- Фридрих Хайнрих (1692 – 1711, Хага)
- Георг Албрехт (1695 – 1739), 2. херцог на Саксония-Вайсенфелс-Барби ∞ Августа Луиза фон Вюртемберг-Оелс (1698 – 1739)
- Хенриета Мария (1697 – 1719)
- мъртвородена дъщеря без име (*/† 5 октомври 1706, Десау)